# Jabaquara AC
Der Jabaquara Atlético Clube ist ein Fußballverein aus Santos im brasilianischen Bundesstaat São Paulo.

## Geschichte
Jabaquara wurde am 15. November 1914 als Hespanha Foot Ball Club gegründet. Ein Historiker fand zwar heraus, in einem Zeitungsartikel von 1914 eine Notiz über die Stiftung des Klubs am 15. Oktober, dieser belässt es aber beim November.
Jabuca wurde im Stadtteil Nova Cintra von Santos von einer Gruppe spanischer Zeitungsjungen oder Tribuneiros, wie sie genannt wurden, ins Leben gerufen. Zuerst wurde der Name Alfons XIII. zu Ehren des spanischen Königs, oder Nova Cintra gewählt, wobei letzteres auf den Ort des Treffens anspielte. Ein ehemaliger Sklave schlug den Namen Hespanha, damalige portugiesische Schreibweise des Namens Spanien, vor. Das erste Spiel fand 1916, ein 1:1–Unentschieden gegen einen Klub Namens Clube Afonso XIII. Ob es sich hierbei um den spanischen Klub Alfonso XIII CF handelte ist unklar.
1924 zog der in ein Stadion im Stadtteil Macuco, welches nach seinem Eigentümer Estádio Antonio Alonso befand war. Zu der Zeit wurde das Team im Volksmund als Leão do Macuco (Löwe von Macuco) bezeichnet. 1927 debütierte Hespanha in der Staatsmeisterschaft von São Paulo der Liga dos Amadores de Futebol.
1941 gehörte Jabuca zu den Gründungsmitgliedern des regionalen Verbandes, dem Federação Paulista de Futebol. Aufgrund des Kriegseintritts Brasiliens im Januar 1942 wurde der Gebrauch von Begriffen gegnerischer Nationen verboten, und der Verein musste seinen Namen ändern. Spanien war zwar offiziell neutral, der Klub benannte aber trotzdem in den heute bekannten Namen um. Dieses lief nicht ohne Probleme ab, spanischstämmige Mitglieder, die den Klub finanziell stark unterstützt hatten, verließen diesen und die Spielstätte ging verloren. 1945 war die finanzielle Krise so groß, dass ein wertvolles Grundstück in der Nähe des Strandes im Viertel Ponta da Praia verkauft werden musste. Es blieb nur noch das Training auf einem Feld in der Nachbarstadt São Vicente.
Jabuca belegte in der Staatsmeisterschaft 1951 den letzten Platz und musste in drei Spielen gegen den XV de Jaú, den damaligen Meister der zweiten Liga, um den Verbleib in der obersten Spielklasse spielen. Sie verloren mit 0:5 in Jaú, gewannen mit 2:0 in Santos und nahm die Mannschaft im entscheidenden Spiel wegen eines voreingenommenen Schiedsrichters vom Feld. Der Klub hinterfragte die Regelung des Abstieges, da diese durch den FPF nicht registriert war. Durch diesen Einspruch beim CND, dem damaligen nationalen Sportrat, wurde der Wettbewerb für acht Monate gestoppt. Die Entscheidung fiel zugunsten Jabuca aus. Der spätere Präsident des Confederação Brasileira de Futebol, dem nationalen Fußballverband Brasiliens, José Maria Marin trat 1952 in sieben Spielen (ein Tor) für den Klub an. Nach Beendigung der Staatsmeisterschaft 1952 stieg Jabuca erstmals als 15. der 16 Teilnehmer ab. In seinen 30 Spielen reichte es nur zu sechs Siegen und acht Unentschieden bei 26:52 Toren. Nur der Radium FC aus Mococa wies ein schlechteres Punktekonto aus. 1953 hätte der Klub dann in der zweiten Liga antreten sollen, bestritt aber keine Spiele. Gleiches traf 1954 zu, für 1955 wurde Jabuca dann aber vom FPF eingeladen wieder an der obersten Spielklasse teilzunehmen.
1957 gelang Jabuca einer seiner größten Triumphe. Am 31. Juli 1957 konnte in einem Spiel der Staatsmeisterschaft im Estádio Urbano Caldeira der FC Santos mit seiner Mannschaft um Pelé mit 6:4 bezwungen werden. Santos soll aufgrund dieser Niederlage soll Jabuca die künftige Nutzung des Estádio Urbano Caldeira untersagt haben. Bis einschließlich 1963 spielte man noch in der Série A1 der Liga, dann erfolgte der zweite Abstieg des Klubs. Eine Rückkehr ist bis heute nicht erfolgt.
Die ein 67.380 m² große Fläche des heutigen Gebäudes Caneleira wurde 1961 von drei Mitgliedern gekauft, wobei die vollständige Zahlung erst nach drei Jahren abgeschlossen war. Der Ort war jedoch von Mangroven bewachsen, was den Bau des Stadions, das erst in den 1970er Jahren erbaut wurde, erschwerte.
Im März 1966 brach der Klub zu seiner ersten internationalen Tournee nach Argentinien auf. Im folgenden Jahr, von einer Finanzkrise gebeutelt, bat Jabuca den Verband, diesen zu verlassen, um nur noch amateurhaft zu spielen. Die Rückkehr fand 1977, mehr als zehn Jahre später statt, nun aber in der letzten Division, damals die Dritte.
Von 2008 bis 2013 beteiligte sich Jabuca am Litoral Futebol Clube, eines sozialen Projekts für Nachwuchsspieler, das u. a. von Pelé initiiert wurde. Damit erhielt das Team Unterstützung für seine Mannschaften, zusätzlich zu einem Sponsoring mit der deutschen Firma, die Sportmaterialien liefert Puma.

## Teilnahme an Fußballwettbewerben
| Wettbewerb                          | Teilnahmen                                       |
| ----------------------------------- | ------------------------------------------------ |
| Copa do Brasil                      | 2016                                             |
| Staatsmeisterschaft                 | 30× – 1927–1929, 1935–1952, 1955–1963            |
| Staatsmeisterschaft Série A2        | 06× – 1964–1967, 1980, 1982                      |
| Staatsmeisterschaft Série A3        | 12× – 1981, 1983–1993                            |
| Staatsmeisterschaft Série A4        | 29× – 1977–1979, 1994–1999, 2005–2020, 2022–2025 |
| Staatsmeisterschaft Segunda Divisão | 03× – 2000, 2003–2004                            |
| Staatsmeisterschaft Série B3        | 01× – 2002                                       |
| Staatspokal                         | 01× – 1987                                       |

## Erfolge
- Staatsmeisterschaft von São Paulo – Série A2: 1927
- Staatsmeisterschaft von São Paulo – Série A3: 1993
- Staatsmeisterschaft von São Paulo – Série B3: 2002